# 內陸開發中國家
內陸開發中國家（Landlocked developing countries, LLDC），顧名思義即為開發中的內陸國家，這些國家多數面臨經濟上的困難，大多屬於最低度開發國家，其人民則為全球經濟社會最底層的十億人（the bottom billion）。除了歐洲的內陸國家因與鄰國市場高度整合之外，沒有任何一個內陸國家在人類發展指數的標準之下屬於成功的已開發國家，而該指數最低的12個國家中，就有9個是內陸國家。內陸國家耗費在跨洋海運的成本常是其靠海鄰國的兩倍，在其他條件一致的情況下，內陸國家的經濟成長比非內陸國家低了6%。

## 當前的內陸開發中國家
非洲（16國）
- 布吉納法索[7]
- [7]
- 中非[7]
- [7]
- 衣索比亞[7]
- 賴索托[7]
- 马拉维[7]
- [7]
- 尼日尔[7]
- 卢旺达[7]
- 南蘇丹[7]
- 乌干达[7]
- 尚比亞[7]
- 辛巴威

亞洲（10國）
- 阿富汗[7]
- 不丹[7]
- [7]
- 蒙古国
- 尼泊尔[7]

歐洲（4國）
- 亞美尼亞
- 北馬其頓
- 摩尔多瓦

拉丁美洲（2國）
- 玻利维亚
- 巴拉圭

### 文獻
- Paudel R. C. (2012). Landlockedness and Economic Growth: New Evidence. Australian National University, Canberra, Australia.
- Faye, M. L., McArthur, J. W., Sachs, J. D., & Snow, T. (2004). The Challenges Facing Landlocked Developing Countries. Journal of Human Development, 5(1), 31-68.
- Hagen, J. (2003). Trade Routes for Landlocked Countries. UN Chronicle, 40(4), 13-14.